# Вонсово
Вонсово (пол. Wąsowo) — село в Польщі, у гміні Куслін Новотомиського повіту Великопольського воєводства.
Населення — 1140 осіб (2011).
У 1975-1998 роках село належало до Познанського воєводства.

## Демографія
Демографічна структура станом на 31 березня 2011 року:
|          | Загалом | Допрацездатний вік | Працездатний вік | Постпрацездатний вік |
| -------- | ------- | ------------------ | ---------------- | -------------------- |
| Чоловіки | 581     | 145                | 390              | 46                   |
| Жінки    | 559     | 112                | 326              | 121                  |
| Разом    | 1140    | 257                | 716              | 167                  |